# 117 Degrees
117 Deegrees (oppure 117°) è il secondo album da solista del chitarrista Izzy Stradlin, pubblicato nel 1998.
È stato creato con la partecipazione di Duff McKagan, Grunt Rick Richards e Taz Bentley.

## Tracce
1. - Ain't It a Bitch (3:49)
2. - Gotta Say (3:17)
3. - Memphis (2:58)
4. - Old Hat (3:16)
5. - Bleedin (3:15)
6. - Parasite (1:39)
7. - Good Enough (2:49)
8. - 117° (3:12)
9. - Here Before You (3:47)
10. - Up Jumped the Devil (2:55)
11. - Grunt (4:29)
12. - Freight Train (3:25)
13. - Methanol (3:29)
14. - Surf Roach (2:26)
15. - Crackin´up (live) (Traccia Bonus)
16. - Pressure Drop (live) (Traccia Bonus)

## Formazione
- Izzy Stradlin - voce e chitarra (basso solo nella traccia 117°)
- Duff McKagan - basso
- Grunt Rick Richards - chitarra
- Taz Bentley - batteria